# Voodoo Banshee

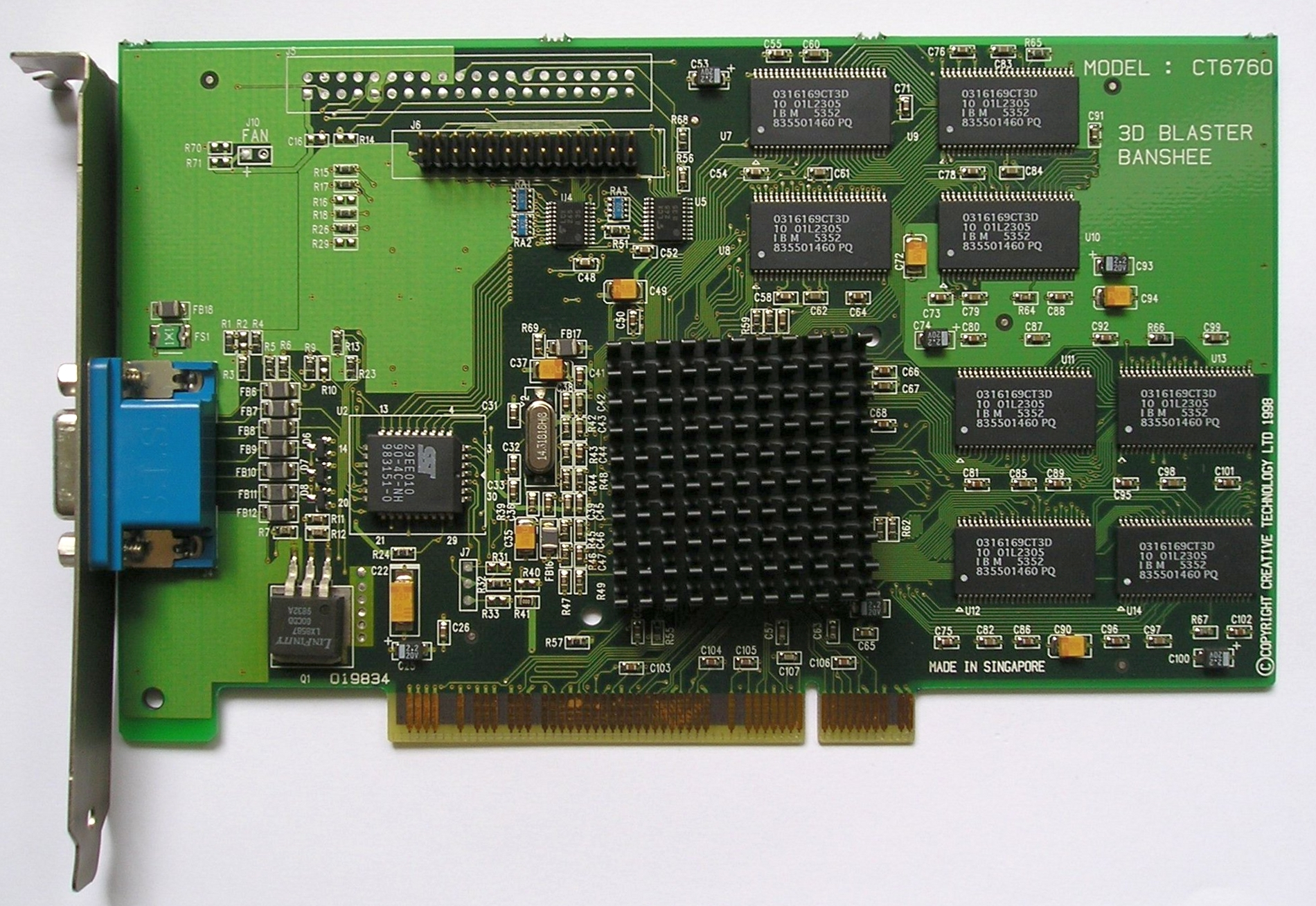
Karta Voodoo Banshee

Voodoo Banshee – karta graficzna firmy 3dfx wydana pod koniec 1998 roku. Karta jest produktem niskobudżetowym, przez co została wyposażona tylko w jeden chip. Jako układ wspomagania grafiki 3D użyto nieco okrojone jądro Voodoo 2. Karta obsługuje rozdzielczość do 1920×1200 pikseli.

## Dane techniczne
- 128-bitowy akcelerator graficzny
- Taktowanie zegara: 100 MHz
- Pamięć: 16 MB SDRAM 100 MHz
- Slot: PCI (produkowana także wersja AGP)
- RAMDAC: 250 MHz
- Maksymalna rozdzielczość: 1920x1200 (kolor 8-bitowy)
- Maksymalne ergonomiczne warunki pracy: 1600x1200, 32-bitowy kolor, odświeżanie 85 Hz